# Fagonia
Fagonia L. é um género botânico pertencente à família Zygophyllaceae.

## Espécies
| - Fagonia acerosa - Fagonia arabica - Fagonia bruguieri - Fagonia charoides - Fagonia chilensis - Fagonia cretica - Fagonia densa - Fagonia glutinosa - Fagonia gypsophila - Fagonia hadramautica - Fagonia harpago | - Fagonia indica - Fagonia laevis - Fagonia lahovarii - Fagonia latifolia - Fagonia latistipulata - Fagonia longispina - Fagonia luntii - Fagonia mahrana - Fagonia minutistipula - Fagonia mollis - Fagonia olivieri | - Fagonia orientalis - Fagonia pachyacantha - Fagonia palmeri - Fagonia paulayana - Fagonia rangei - Fagonia scabra - Fagonia scoparia - Fagonia subinermis - Fagonia villosa - Fagonia zilloides |

- Lista completa

## Portugal
Em Portugal ocorre apenas uma espécie deste género, Fagonia cretica L., nomeadamente em Portugal Continental e na Madeira, de onde é nativa.

## Classificação do gênero
No sistema de Linné, este género é colocado na classe Decandria, ordem Monogynia.